# Jadwisin (powiat sokołowski)
Jadwisin – wieś w Polsce położona w województwie mazowieckim, w powiecie sokołowskim, w gminie Sabnie.
W latach 1975–1998 miejscowość należała administracyjnie do województwa siedleckiego.
Wierni kościoła rzymskokatolickiego należą do parafii Niepokalanego Serca Najświętszej Maryi Panny w Sokołowie Podlaskim